# 크로슈탕 극장

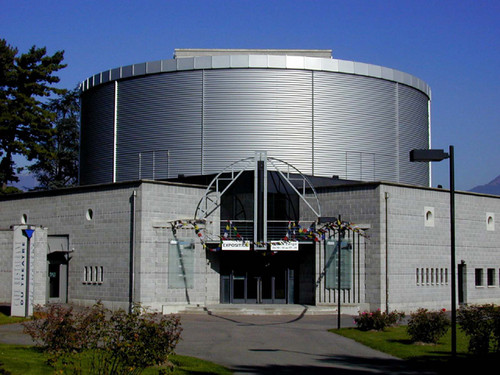

크로슈탕 극장은 스위스 발레 주(州) 몽테 시(市의) 시립극장이다.
전 장르의 공연예술분야 걸쳐 국내, 국제적으로 우수한 공연들을 초청하여, 매년 50여개의 작품들을 선보이고 있다. 또한 극장은 예술가를 위한 레지던시를 운영하고 있으며, 다른 나라 문화예술 기관과의 국제적인 협업 사업에도 매우 적극적이다. 크로슈탕 극장은 <Hik et Nunk : 여기 그리고 지금>이라는 거리예술축제를 2년마다 주최하고 있다. 대극장 수용인원은 650석이다.